# 鍾懿芳
鍾懿芳是香港一位前公眾人物。
她曾多次於香港立法會選舉中，於九龍西出選，但每次都以極低票數落敗，被沒收保證金。後來她成立政黨民主愛國聯盟，簡稱民愛聯，但並未有對她的選情造成幫助。其後，她被指稱在出售豪宅單位時，向新買家隱瞞業權問題，更擅自取消舊買家的臨時買賣合約，於2004年1月被裁定詐騙罪成﹔另因需要從美國引渡回港浪費公帑，或須向政府作出賠償。不過，有人聲稱這次裁判並未有得到公正的審訊，而事件更涉及香港前律政司司長梁愛詩。